# Alberto Bochatey
Alberto Germán Bochatey Chaneton OSA (ur. 23 lipca 1955 w Buenos Aires) – argentyński duchowny katolicki, biskup pomocniczy La Platy od 2013.

## Życiorys
Święcenia kapłańskie przyjął 24 kwietnia 1981 w zakonie augustianów. Pracował głównie w placówkach zakonnych w Buenos Aires i Mendozie. W 2010 objął funkcję rektora międzynarodowego kolegium augustiańskiego w Rzymie.
4 grudnia 2012 papież Benedykt XVI mianował go biskupem pomocniczym archidiecezji La Plata oraz biskupem tytularnym Mons in Mauretania. Sakry biskupiej udzielił mu 9 marca 2013 metropolita La Platy - arcybiskup Héctor Aguer. W latach 2021-2024 był sekretarzem generalnym Konferencji Episkopatu Argentyny.